# 帕尔米拉 (奇里基省)
帕尔米拉是巴拿马奇里基省博克特区的一个城市。 该市面积为57.5平方（22.2平方英里），2010年时人口为1,776，故其人口密度为30.9名居民每平方（80名居民每平方英里）。 1990年时人口为2,043，2000年时人口为1,513。